# Список кодів країн дипломатичних номерних знаків України

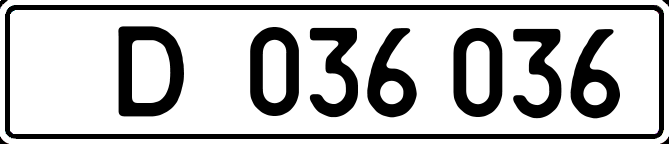
зразок дипломатичного номерного знаку

Від 2004 року дипломатичні номерні знаки України мають єдину форму. Перша літера D — diplomatic, перші три цифри — код країни або міжнародної організації, останні три цифри — порядковий номер ТЗ. Коди в інтервалі 001–199 означають дипломатичні представництва, 200–299 — міжнародні організації, 300–399 — консульські установи. Коди надаються Генеральною Дирекцією з обслуговування Іноземних Представництв (ГДІП) з наступним інформуванням МЗС та МВС. Коди Міжнародних організацій надаються лише на запит МЗС.

## Список кодів країн дипломатичних номерних знаків
| Код | Країна/Організація                                                                        |
| --- | ----------------------------------------------------------------------------------------- |
| 001 | резерв (раніше-РФ)                                                                        |
| 002 | США                                                                                       |
| 003 | КНР                                                                                       |
| 004 | Велика Британія                                                                           |
| 005 | Франція                                                                                   |
| 006 | ФРН                                                                                       |
| 007 | Угорщина                                                                                  |
| 008 | Литва                                                                                     |
| 009 | Болгарія                                                                                  |
| 010 | Вірменія                                                                                  |
| 011 | Австралія                                                                                 |
| 012 | Ізраїль                                                                                   |
| 013 | Білорусь                                                                                  |
| 014 | Польща                                                                                    |
| 015 | Естонія                                                                                   |
| 016 | резерв (раніше-КНДР)                                                                      |
| 017 | Швеція                                                                                    |
| 018 | Мексика                                                                                   |
| 019 | Греція                                                                                    |
| 020 | Індія                                                                                     |
| 021 | Іран                                                                                      |
| 022 | Монголія                                                                                  |
| 023 | В'єтнам                                                                                   |
| 024 | Австрія                                                                                   |
| 025 | Єгипет                                                                                    |
| 026 | Аргентина                                                                                 |
| 027 | Японія                                                                                    |
| 028 | Канада                                                                                    |
| 029 | Португалія                                                                                |
| 030 | Чилі                                                                                      |
| 031 | Італія                                                                                    |
| 032 | Іспанія                                                                                   |
| 033 | Словаччина                                                                                |
| 034 | Румунія                                                                                   |
| 035 | Туреччина                                                                                 |
| 036 | Норвегія                                                                                  |
| 037 | Алжир                                                                                     |
| 038 | Швейцарія                                                                                 |
| 039 | Ніґер                                                                                     |
| 040 | Ватикан                                                                                   |
| 041 | Азербайджан                                                                               |
| 042 | Республіка Корея                                                                          |
| 043 | Бразилія                                                                                  |
| 044 | Данія                                                                                     |
| 045 | Латвія                                                                                    |
| 046 | Хорватія                                                                                  |
| 047 | Кіпр                                                                                      |
| 048 | Чехія                                                                                     |
| 049 | Фінляндія                                                                                 |
| 050 | Сейшельські острови                                                                       |
| 051 | ООН*                                                                                      |
| 052 | ЦАР                                                                                       |
| 053 | Словенія                                                                                  |
| 054 | Бельгія                                                                                   |
| 055 | Молдова                                                                                   |
| 056 | Куба                                                                                      |
| 057 | Філіппіни                                                                                 |
| 058 | ПАР                                                                                       |
| 059 | Пакистан                                                                                  |
| 060 | Лівія                                                                                     |
| 061 | МБРР                                                                                      |
| 062 | МФК                                                                                       |
| 063 | Сирія                                                                                     |
| 064 | Сингапур                                                                                  |
| 065 | Ірландія                                                                                  |
| 066 | Нідерланди                                                                                |
| 067 | Казахстан                                                                                 |
| 068 | Грузія                                                                                    |
| 069 | Ірак                                                                                      |
| 070 | Киргизстан                                                                                |
| 071 | Таджикистан                                                                               |
| 072 | Узбекистан                                                                                |
| 073 | Туркменістан                                                                              |
| 074 | Таїланд                                                                                   |
| 075 | Туніс                                                                                     |
| 076 | Гана                                                                                      |
| 077 | Сербія                                                                                    |
| 078 | Ліхтенштейн                                                                               |
| 079 | Індонезія                                                                                 |
| 080 | Марокко                                                                                   |
| 081 | Йорданія                                                                                  |
| 082 | резервний код                                                                             |
| 083 | Люксембург                                                                                |
| 084 | ОБСЄ*                                                                                     |
| 085 | Уругвай                                                                                   |
| 086 | Перу                                                                                      |
| 087 | Червоний Хрест*                                                                           |
| 088 | Афганістан                                                                                |
| 089 | УНТЦ*                                                                                     |
| 090 | колишня Югославія (раніше — Бангладеш)                                                    |
| 091 | Албанія                                                                                   |
| 092 | Македонія                                                                                 |
| 093 | Офіс зв'язку НАТО*                                                                        |
| 094 | Інформаційний центр НАТО*                                                                 |
| 095 | МВФ*                                                                                      |
| 096 | Нова Зеландія                                                                             |
| 097 | Бангладеш                                                                                 |
| 098 | Єврокомісія*                                                                              |
| 099 | ЄБРР*                                                                                     |
| 100 | Генеральна дирекція з обслуговування іноземних представництв (ДП «ГДІП») (сервісна серія) |
| 201 | Офіс ООН                                                                                  |
| 206 | ОБСЄ                                                                                      |
| 210 | Представництво Дитячого фонду ООН                                                         |
| 211 | Представництво Міжнародної організації міграції                                           |
| 212 | Місія Міжнародного Комітету Червоного Хреста в Україні                                    |
| 213 | Місія Міжнародної Федерації Товариств Червоного Хреста і Червоного Півмісяця в Україні    |
| 214 | Український Науково-Технологічний Центр (УНТЦ)                                            |
| 215 | Офіс Ради Європи                                                                          |
| 216 | Секретаріат Організації за демократію та економічний розвиток (ГУАМ)                      |
| 217 | Бюро Всесвітньої організації охорони здоров'я                                             |
| 221 | Делегація Європейського союзу в Україні                                                   |
| 300 | Почесне консульство Мальти                                                                |
| 306 | Почесне консульство ФРН (Німеччини)                                                       |
| 314 | Почесне консульство Республіки Польща                                                     |
| 350 | Почесне консульство Республіки Сейшельські Острови                                        |
| 351 | Почесне консульство Республіки Бенін                                                      |
| 353 | Почесне консульство Республіки Словенія                                                   |
| 375 | Почесне консульство Туніської республіки                                                  |
| 380 | Почесне консульство Королівства Марокко                                                   |
| 381 | Почесне консульство Йорданського Хашимітського Королівства                                |
| 383 | Почесне консульство Великого Герцогства Люксембург                                        |
| 385 | Почесне консульство Східної Республіки Уругвай                                            |
| 386 | Почесне консульство Республіки Перу                                                       |
| 387 | Почесне консульство Республіки Еквадор                                                    |
| 389 | Почесне консульство Республіки Ісландія                                                   |
| 399 | Почесне консульство Республіки Панама                                                     |
| 400 | (резервна серія)                                                                          |
| 401 | Почесне консульство Султанату Оман                                                        |
| 402 | Почесне консульство Республіки Чад                                                        |
| 403 | Почесне консульство Гвінейської Республіки                                                |

(*) — Коди міжнародних організацій до 2004 року (червоні номерні знаки).